# トサミズキ属

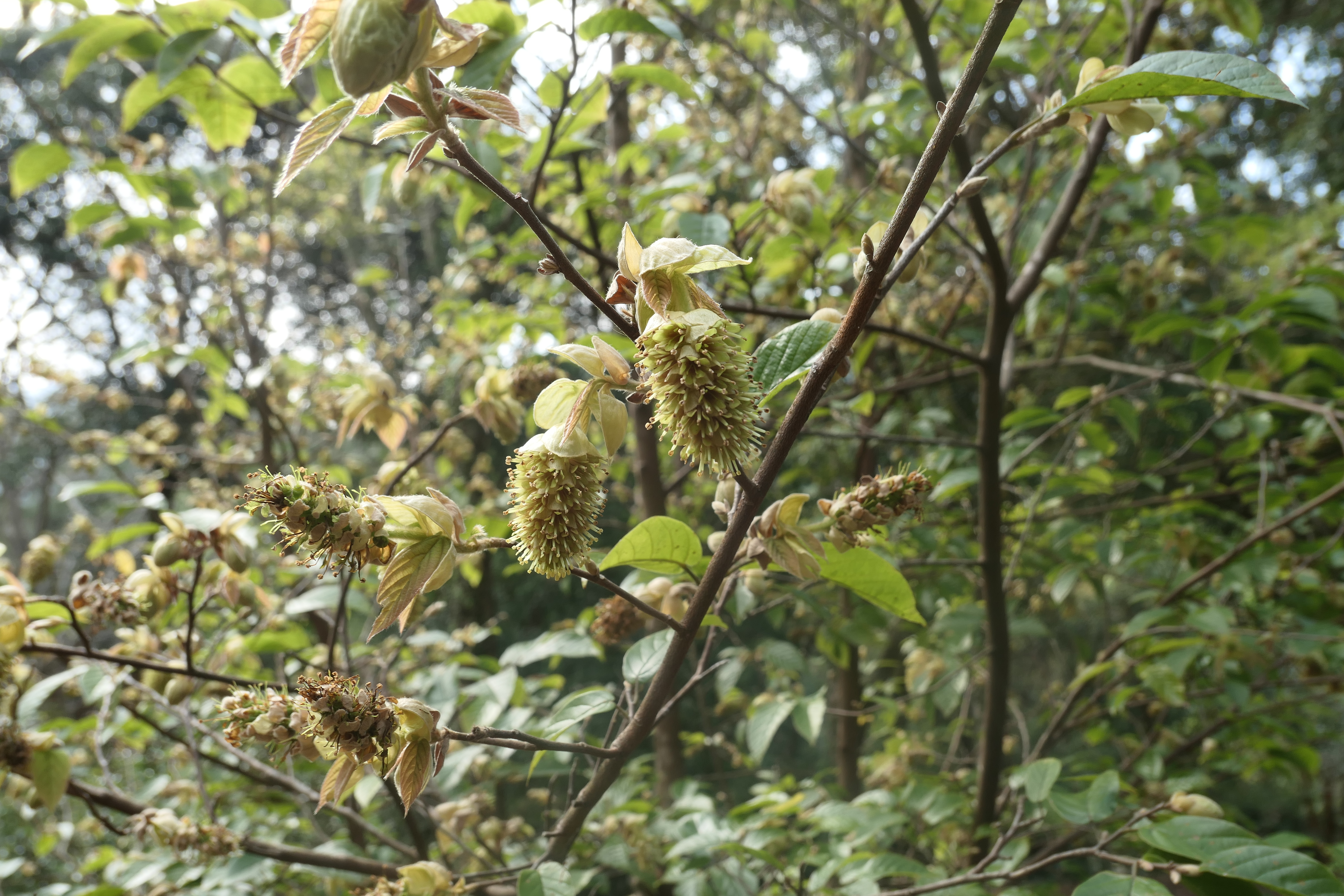
Corylopsis multiflora Hance タイワントサミズキ（イトウミズキ）

トサミズキ属はマンサク科に属する植物の属の一つである。東アジア原産の約30種の低木から構成される。大部分の種が中国に分布し、一部は日本、韓国、ヒマラヤに分布するほか、米国ワシントン州で発見された始新世の葉の化石から記載された絶滅種のCorylopsis reedae が知られている。
多くの種は低木から小低木で2-6 mに成長し、多くの場合樹冠が横に広がる傾向にある。葉は卵形で、先は鋭く、縁には鋸歯があり、長さ4-20 cm、幅3-15 cm。花は冬の終わりから春の初めに下垂した総状花序を形成し、長さ3-9 cmの花を5から30個つける。各花には5枚の花弁があり、各花弁は長さ4-9mmで淡黄色である。果実は蒴果で長さ10-12 mm、2個の光沢ある黒色の種子を作る。
種一覧
特に断りのない限り中国原産
- Corylopsis alnifolia
- Corylopsis brevistyla
- Corylopsis glabrescens キリシマミズキ (日本, 朝鮮半島)
- Corylopsis glandulifera
- Corylopsis glaucescens
- Corylopsis griffithii (ヒマラヤ)
- Corylopsis henryi
- Corylopsis himalayana (ヒマラヤ)
- Corylopsis microcarpa
- Corylopsis multiflora
- Corylopsis obovata
- Corylopsis omeiensis
- Corylopsis pauciflora ヒュウガミズキ (日本, 台湾)
- Corylopsis platypetala
- Corylopsis reedae (絶滅種, ヤプレシアン, 米国　ワシントン州)
- Corylopsis rotundifolia
- Corylopsis sinensis
- Corylopsis spicata トサミズキ (日本)
- Corylopsis stelligera
- Corylopsis trabeculosa
- Corylopsis veitchiana
- Corylopsis velutina
- Corylopsis willmottiae
- Corylopsis yui
- Corylopsis yunnanensis

## 栽培

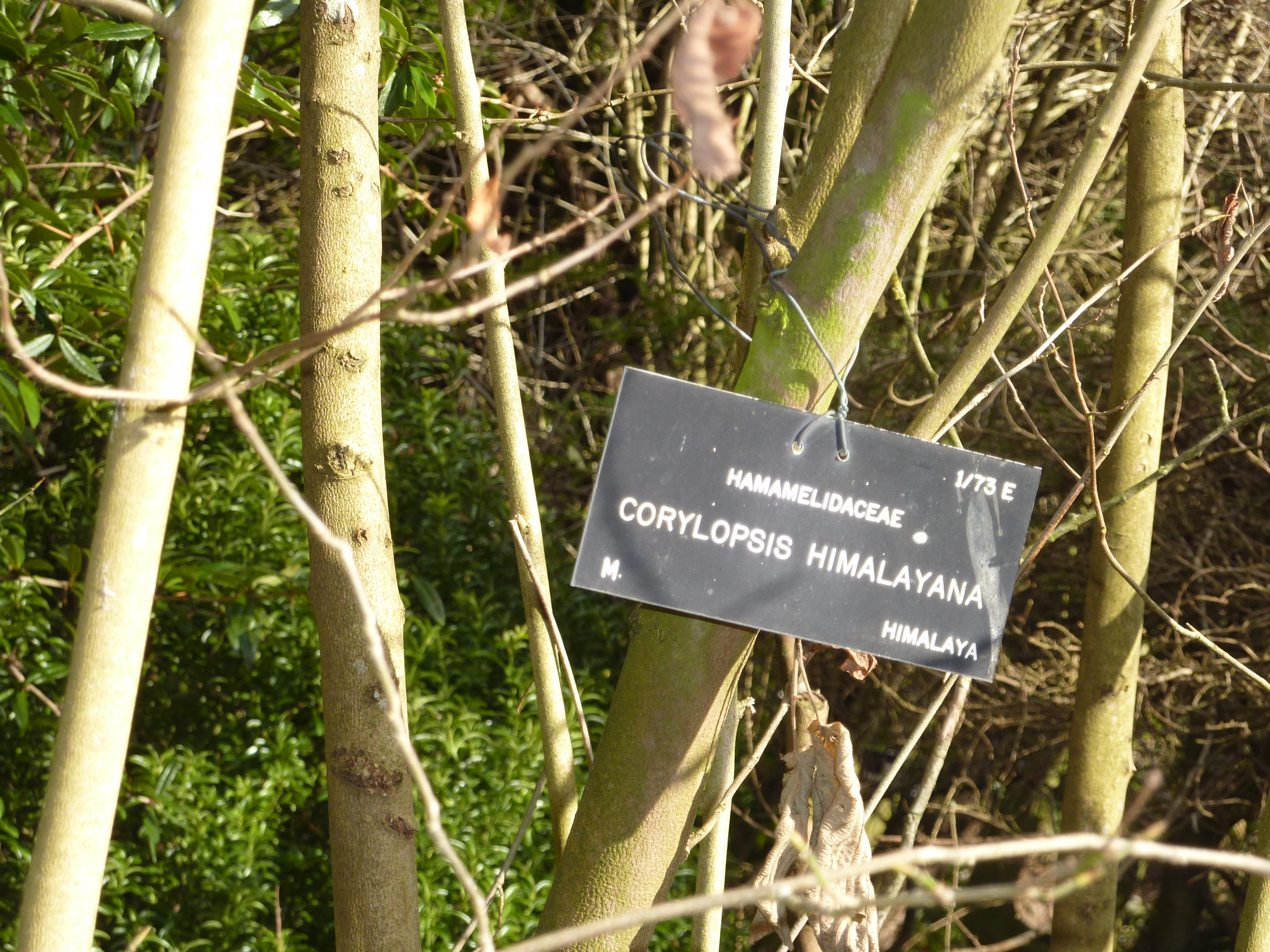
コリロプシス・ヒマラヤナ（アイルランド国立植物園）

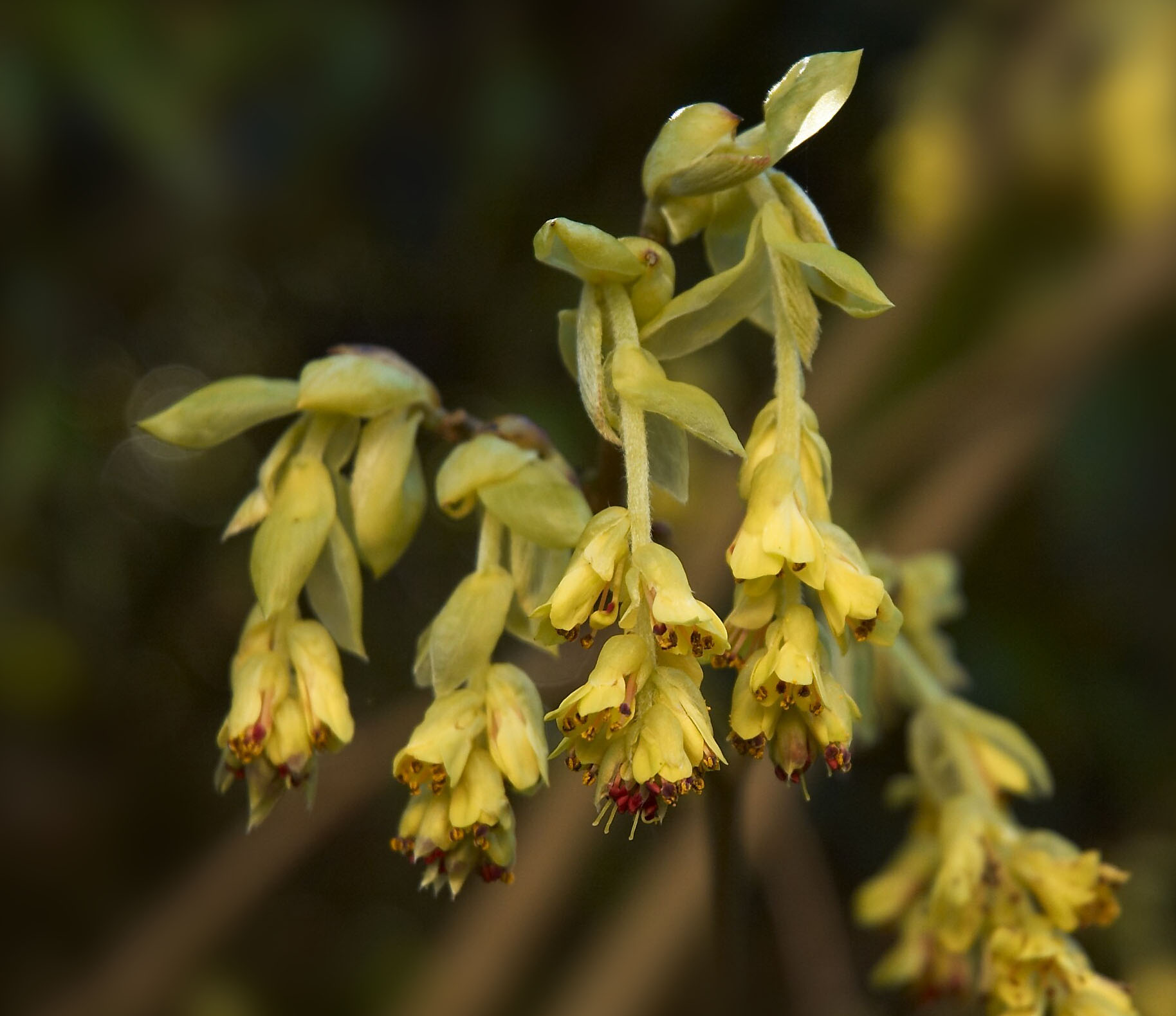
Corylopsis pauciflora ヒュウガミズキ

早春に鮮黄色の花を咲かせるため、しばしば庭園などに植栽される。ただし、枝が弱いため、多雪地では枝が折損しやすい。強風を受けない半日陰から日陰でよく成長するが、種によっては全日照下でも耐え、腐植質に富んだ土壌を好む。開花時に芳香を放つため、しばしば生花に用いられる。ヒュウガミズキなどは花物盆栽としても利用されている。